# Ngựa Tây Tạng

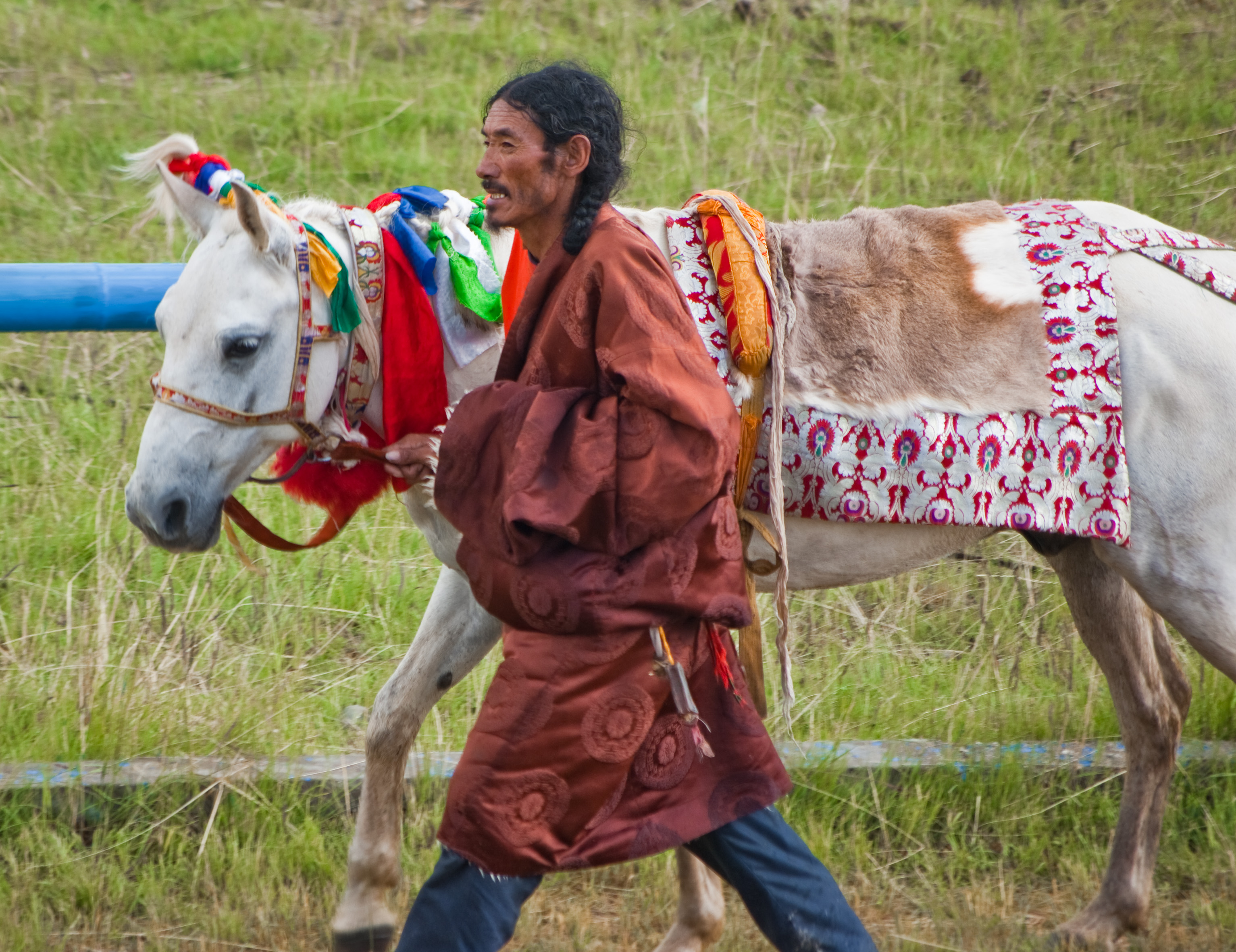
Một con ngựa bạch Tây Tạng

Ngựa Tây Tạng là một giống ngựa có nguồn gốc từ vùng Tây Tạng của Trung Quốc. Chúng được nuôi trong điều kiện những vùng đất cao, lạnh giá và gồ ghề, mặc dù chúng có xuất xứ từ những đàn ngựa Mông Cổ nhưng chúng vẫn được xem là giống ngựa bản địa của Tây Tạng Chúng là giống ngựa có màu lông nguyên thủy Ngựa bạch Tây Tạng là một biến thể của ngựa Tây Tạng với những con có sắc lông màu trắng, chúng được du nhập về Việt Nam để cải tạo đàn ngựa bạch Việt Nam và ngựa nội của nước này.

## Lịch sử

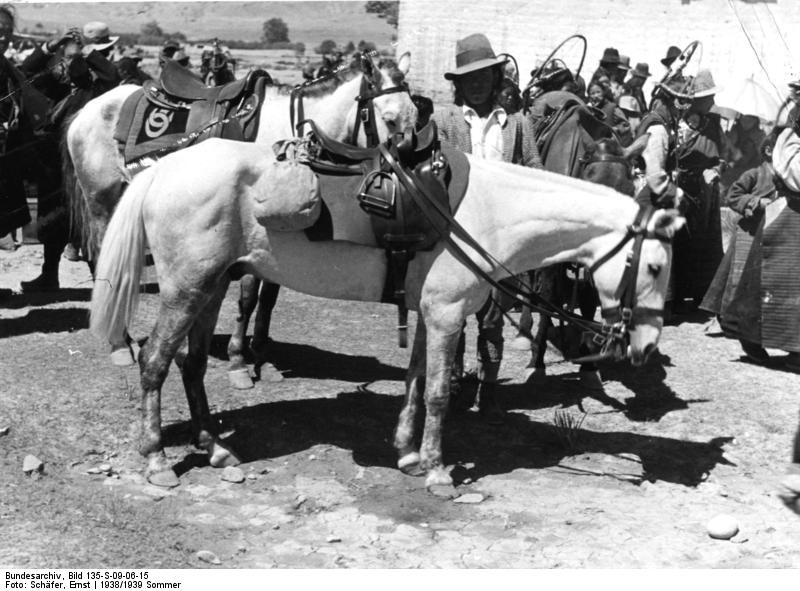
Hình chụp về một con ngựa bạch Tây Tạng

Người ta thường tin rằng hầu hết ngựa Tây Tạng có nguồn gốc từ cổ xưa, rất có thể một nhánh từ ngựa Mông Cổ và ngựa giống của Trung Quốc. Tuy nhiên, một số giống như con ngựa Nangchen đã dường như đã được nhân giống thuần trong nhiều thế kỷ. Một loại khác là con ngựa Riwoche, đã được đưa ra giả thuyết đã được phát triển trong sự cô lập đến một mức độ mà một số khẳng định nó là một liên kết tiến hóa giữa con ngựa hoang dã thời tiền sử và các con ngựa nhà hiện đại, mặc dù nó cũng có thể là một loạt thuần mà trở lại là có màu nguyên thủy màu.
Ngựa Tây Tạng nói chung được coi giữ cũng bởi người dân địa phương, và họ đã được truyền thống giữ cả hai người Tây Tạng giàu và người nông dân như nhau, cũng như của Đức Đạt Lai Lạt Ma và các nhân vật tôn giáo khác. Ngựa đã được gửi làm quà tặng cho hoàng đế Trung Quốc, đặc biệt là trong các triều đại nhà Minh và nhà Đường. Ngựa cũng được giao dịch phổ biến trong việc chuyên chở chè từ các vùng phía Nam của tỉnh Tứ Xuyên, Trung Quốc thậm chí muộn hơn vào năm 1950. Các hoạt động thương mại là nhiều đến mức mà các tuyến đường giữa Lhasa và Tứ Xuyên đã được biết đến như là con đường trà ngựa.

## Ngựa bạch

### Đặc điểm

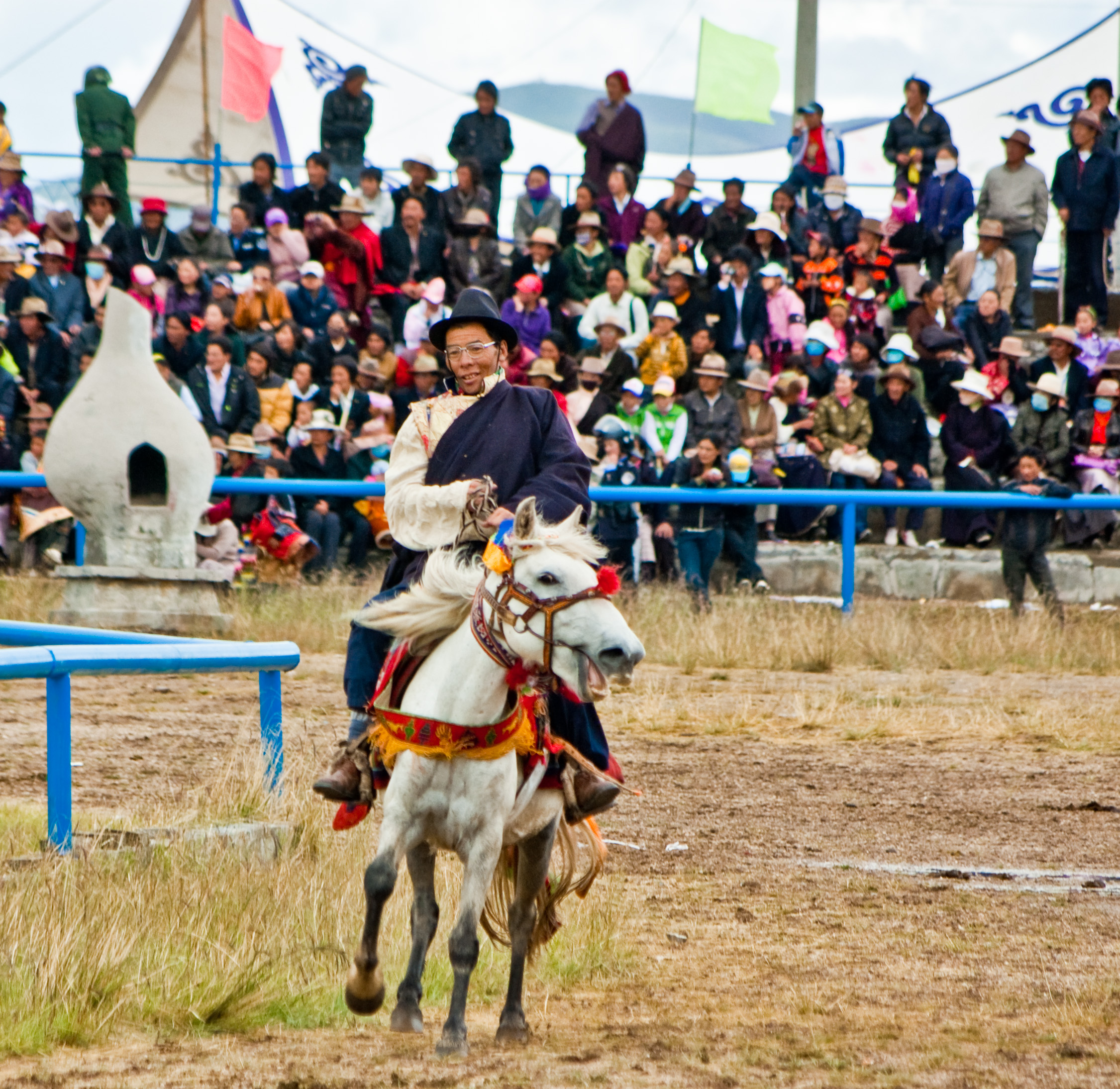
Cưỡi ngựa ở Tây Tạng

Ngựa bạch Tây Tạng con trưởng thành có thể nặng đến 350 kg, gấp đôi ngựa bạch Cao Bằng của Việt Nam. Theo quan sát bằng mắt thường, một con ngựa bạch Tây Tạng nặng gấp hai lần ngựa bạch Việt Nam vì ngựa bạch Việt Nam thường nặng 1,6-1,7 tạ. Trang trại Vạn An có con ngựa Tây Tạng lớn nhất đạt bốn tạ đã có người hỏi mua hàng trăm triệu nhưng không bán. Ngựa bạch Tây Tạng nặng đến 300 kg thì khi đã chết chỉ còn lấy xương đem nấu cao kiếm vốn. Một con ngựa Tây Tạng trưởng thành có thể nấu được 7 kg cao trong khi ngựa bạch Cao Bằng chỉ nấu được 3,5 kg. Ngựa Tây Tạng hưởng chế độ đặc biệt bởi chúng ăn nhiều hơn các con khác.
Ngựa bạch Tây Tạng sống trên độ cao hơn 3.000m, ăn các loại thảo dược quý, trong đó có loại cỏ sinh đông trùng hạ thảo, nên thịt, xương đều có giá trị cao. Ngựa bạch Tây Tạng có giá cả trăm triệu đồng một con. Với những con ngựa bạch trưởng thành nặng trên 300 kg, vào thời điểm năm 2013 có giá khoảng 200 triệu/con, đặc biệt là ngựa bạch Tây Tạng, một con ngựa bạch giống mua với giá 20-30 triệu đồng, sau 4-5 năm nuôi dưỡng bán được với giá 60 đến 70 triệu đồng. 

### Giá trị

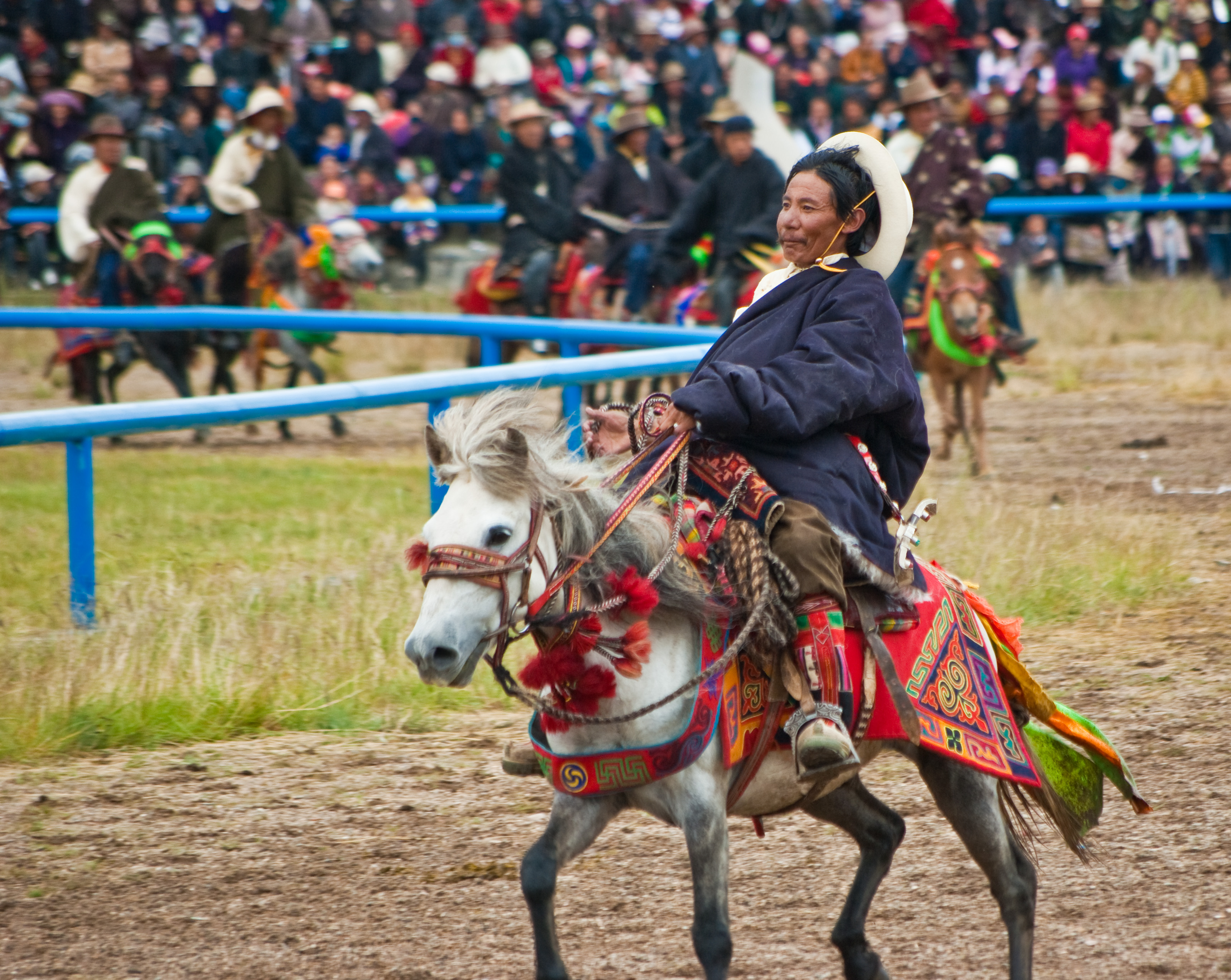
Cưỡi ngựa Tây Tạng

Ngựa bạch Tây Tạng dùng để cống nạp triều đình, là món ăn bổ dưỡng của vua chúa. Mỗi ngựa bạch thuần chủng Tây Tạng to khỏe, giá ngót trăm triệu đồng. Là giống ngựa dễ chăm sóc, nuôi dưỡng, trong trường hợp xấu nhất, con ngựa bị chết, thì cũng vẫn không bị lỗ. Dù thịt, da hoặc các bộ phận phải bỏ đi, thì xương ngựa vẫn còn nguyên giá trị. Một con ngựa bạch cho vài cân cao, đã có vài chục triệu đồng. Ở Việt Nam, hiện tại, không có vật nuôi nào an toàn, lại mang về lợi nhuận cao như con ngựa bạch Tây Tạng. Mỗi hộ nông dân chỉ cần nuôi độ chục con, sau vài năm, đã có lợi nhuận vài trăm triệu đồng. Trong khi đó, nếu nuôi trâu, bò kém xa so với nuôi ngựa bạch.
Ngựa bạch Tây Tạng thường có bộ lông đẹp nên người ta còn thuần hóa vài cặp để mọi người cưỡi chơi và đã thành công trong việc thuần hóa hai cá thể ngựa bạch Tây Tạng với thân hình to lớn và màu lông trắng đẹp. Một trang trại đã thuần hóa vài con ngựa bạch Tây Tạng, đây là điều rất khó khăn, phải dành hết tâm trí và tìmh cảm cho chúng vì giống ngựa bạch này rất khôn. Hằng ngày phải tận tay chăm sóc chú ngựa bạch đã thuần hóa từ cho ăn, đeo yên, đeo dây cương rồi cưỡi nó đi vài vòng quanh trang trại cho quen với hơi người, quen đường đi lối lại. Việc thuần hóa ngựa, thực sự là đam mê và mong muốn có một vài chú ngựa để các bạn trẻ vui chơi đích thực cùng một vài chú ngựa bạch đã thuần hóa để đón tiếp các em học sinh, sinh viên tới dã ngoại.

### Du nhập

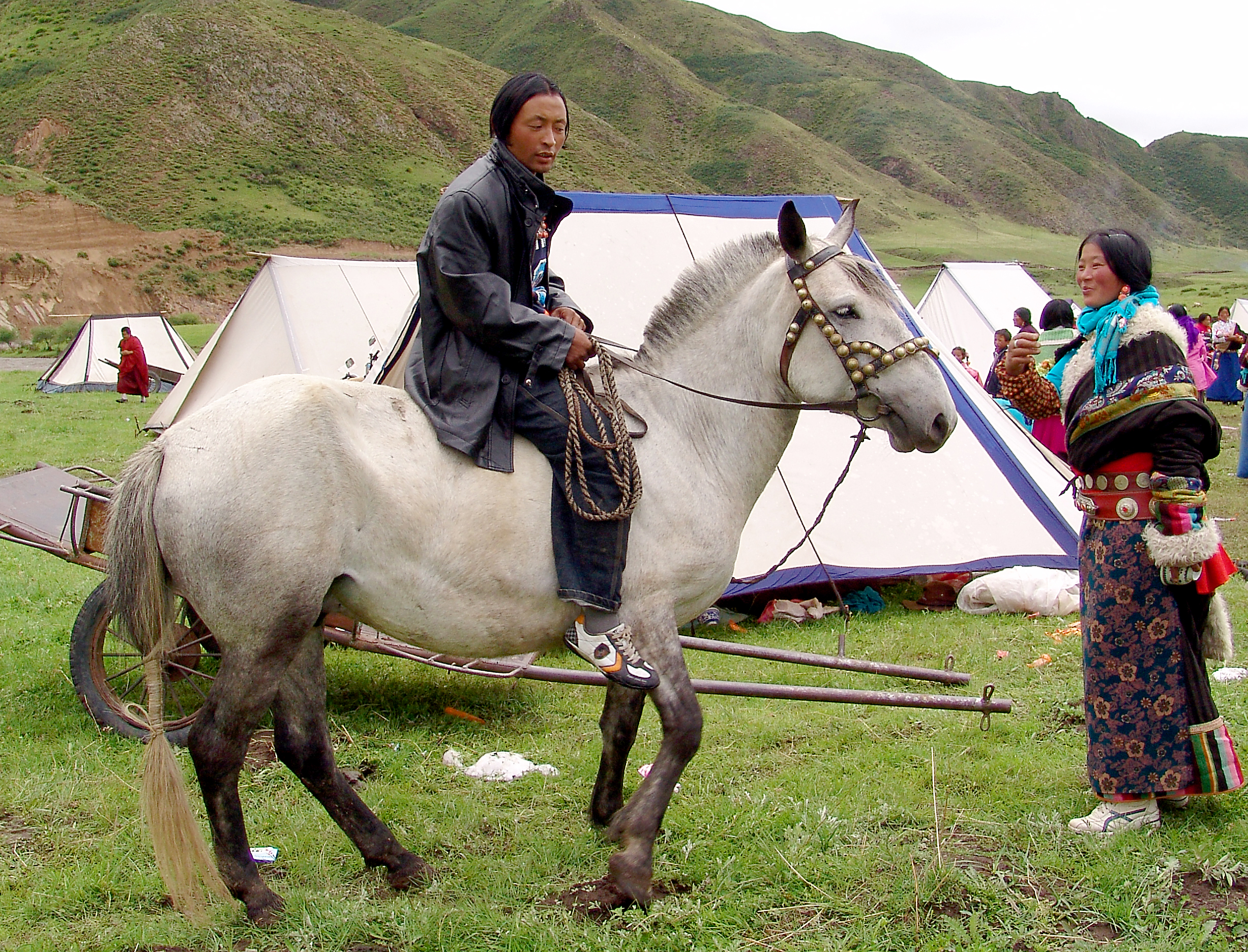
Một con ngựa Tây Tạng to cao từ Cam Túc, Trung Quốc

Tại Việt Nam, chúng được nhập khẩu về để nuôi vùng núi phía Bắc, đã có một số nhà nuôi giống ngựa bạch Tây Tạng rất quý hiếm, nhiều người đã tìm kiếm một số ngựa bach Tây Tạng để về nuôi thử, lên các tỉnh biên giới Lạng Sơn, Cao Bằng để mua ngựa bạch Tây Tạng từ lái buôn của Trung Quốc lẫn người Việu Nam. Một số nơi do đặc thù ngựa bạch Việt Nam nhỏ nên đã nuôi thêm ngựa Tây Tạng để cải tạo nhân giống. Một số đã lai tạo thành công giống ngựa bạch Cao Bằng với ngựa bạch Tây Tạng để cho ra con giống mới. Ngựa Tây Tạng sinh sản kém lại có tầm vóc cao do đó đã lai tạo giống hai loại này. Có hơn 100 con ngựa là loài lai giữa ngựa bạch Việt Nam và ngựa bạch Tây Tạng.
Đàn ngựa cái hàng năm lại đẻ ra vài chục ngựa bạch con. Ngoài việc nhân giống ngựa bạch Tây Tạng còn phối giống ngựa Tây Tạng với ngựa kim Việt Nam để cải thiện chất lượng và vóc dáng. Sau đó, nhiều người tiếp tục đưa loài ngựa khổng lồ của Mông Cổ về nuôi dưỡng, lai tạo, cải biến gen cho giống ngựa nhỏ Việt Nam, Ngoài việc nhân giống ngựa bạch Tây Tạng, còn phối giống ngựa Tây Tạng với ngựa kim Việt Nam để cải thiện chất lượng và vóc dáng loài ngựa của ngựa Việt Nam. Việc phối giống này sẽ sinh ra ngựa con là ngựa bạch hoặc ngựa kim.
Do quen sống ở xứ lạnh như vùng cao nguyên Tây Tạng nên giống ngựa bạch này về Việt Nam gặp thời tiết nóng của mùa hè là rất dễ chết, Trong đôi ngựa bạch Tây Tạng đầu tiên về Việt Nam, có một con chết bất đắc kỳ tử và sự thể diễn ra rất nhanh, trời tháng 6 khá oi bức, lúc sáng con ngựa này vẫn ăn uống rồi tắm rửa bình thường, nó tỏ ra khỏe mạnh như mọi khi, đến trưa, chúng lăn ra chết. Ngựa sống ở miền núi Tây Tạng khi về Việt Nam không hợp khí hậu, thức ăn nên bị ốm, hao cân nhanh chóng, khi đó loài ngựa này được nhập về 10 con thì có đến chín con bị ốm chết, làm thịt nấu cao, còn một con đẻ được ba con rồi cũng chết vì bị ngã.
Khi mua thêm 10 con ngựa Tây Tạng bên Trung Quốc vì chưa quen cách chăm, 10 con mua về thì chết chín vì bệnh đau bụng. Đúc rút kinh nghiệm, người nuôi ngựa đã tìm ra cách chăm sóc giúp con ngựa bạch Tây Tạng quen dần với khí hậu miền Bắc Việt Nam, tất cả ngựa đều được kiểm tra bệnh tật, tiêm phòng. Những con mới về, không cho thả vào đàn ngay mà nuôi cách ly theo dõi, một tháng mới cho nhập đàn, ngựa bạch ít khi bị bệnh. Nhưng nếu mắc bệnh, không phát hiện kịp, chỉ trong vòng 2-3 giờ đồng hồ đã chết.

### Chăn nuôi

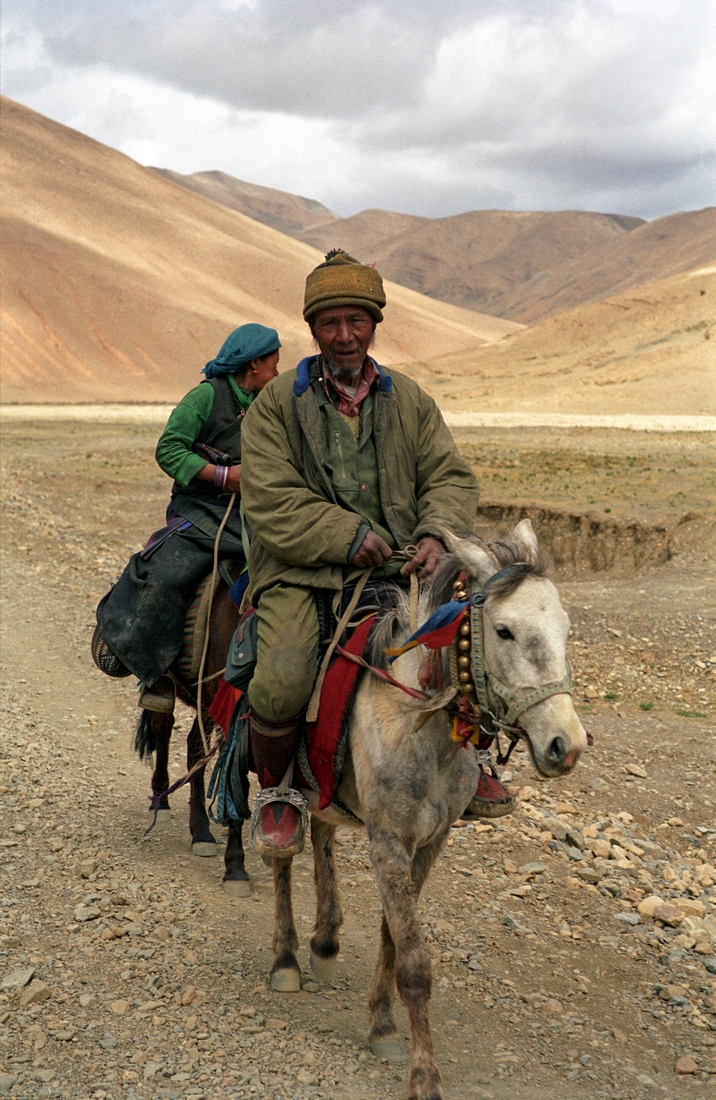
Cưỡi ngựa bạch ở Tây Tạng

Có dư án, xin cả nghìn héc ta rừng trên vùng Yên Lập (Phú Thọ) để nuôi ngựa bạch Tây Tạng nhưng không thành công bởi việc nhân giống thất bại, một số dò dẫm tìm cách khắc phục những tồn tại để bước đến thành công. Trang trại Vạn An đang được xem là lãnh địa ngựa bạch lớn nhất miền Bắc với 7 ha, nuôi hơn 100 con ngựa bạch, những con ngựa bạch giống Tây Tạng và giống ngựa ta sinh trưởng tốt trong môi trường bán nuôi nhốt. Hiện tại, ngựa bạch ở trang trại Vạn An đang có tốc độ sinh trưởng và phát triển tốt. Tại Việt Nam ngựa đẻ đạt 25%, tuy nhiên ở trang trại này tỷ lệ sinh đẻ của ngựa đạt 70%, chỉ trừ trường hợp thai bị hỏng
Từ 20 con ngựa bạch, đến nay trang trại Vạn An đã có 100 con ngựa bạch giống Tây Tạng và Việt Nam. Trung bình một năm trang trại Vạn An có 20-40 con ngựa bạch sinh sản. Chu kỳ sinh sản của ngựa bạch khoảng 11-13 tháng. Đây là mô hình nhân giống ngựa bạch thành công đầu tiên tại Việt Nam, với tỷ lệ sinh sản chiếm 80-85%. Những con ngựa không còn khả năng sinh sản, đủ tiêu chuẩn nấu cao, cơ sở sản xuất cao ngựa bạch Vạn An ra đời, quy trình nấu dựa trên kinh nghiệm dân gian, nấu 7 ngày 7 đêm. Cao ngựa bạch Vạn An được Bộ Y tế chứng nhận sản phẩm đủ tiêu chuẩn bán ra thị trường. Đây là giấy phép đầu tiên của Bộ Y tế cấp cho Hội Thú y về sản xuất cao ngựa bạch tại thời điểm đó, hiện giờ cao ngựa bạch Vạn An bán rất chạy trên thị trường.
Có dự án biến vùng đất bãi sông Hồng thành vương quốc của ngựa bạch Tây Tạng, so với bước chân của loài ngựa, trang trại 8 héc-ta là quá nhỏ, diện tích này, chỉ đủ đáp ứng cho 100 con ngựa. Mới có vài năm nuôi ngựa, trang trại đã hết diện tích thả ngựa, mở rộng trang trại, nuôi cả ngàn con ngựa bạch, những khu vực nuôi ngựa lấy thịt, xương, những khu vực nuôi ngựa nhân giống. Trong khi trại ngựa Bá Vân ở Thái Nguyên sau 5 năm nghiên cứu, thử nghiệm, tỉ lệ sinh sản chỉ đạt 20%, ngựa bạch trong trang trại đã đạt tỉ lệ sinh sản lên đến 80%, trang trại đã có trên 100 ngựa bạch Tây Tạng, nơi cung cấp ngựa bạch giống nhiều nhất. Đàn ngựa cái hàng năm vẫn đẻ ra vài chục ngựa bạch con. 

## Trong văn hóa
Thần ngựa Hayagriva của Tây Tạng là một vị thần được thờ cúng ở Tây Tạng. Hayagriva được thờ cúng ở Tây Tạng một cách chính yếu. Phần đông người Tây Tạng sùng bái vị thần này bởi họ tin rằng, ông luôn dùng tiếng hí vang trời để đe dọa và xua đuổi ma quỷ. Nhưng khi giáng lâm cứu người, Hayagriva cũng hí vang, báo hiệu cho mọi người biết mình giáng lâm. Khi người ta thỉnh, ngài sẽ báo hiệu việc giáng lâm của ngài bằng tiếng hí, đó là lý do có cái đầu ngựa trên đảnh đầu, một dấu hiệu đặc trưng của Hayagriva.
Đó là lý do vì sao nó thường xuất hiện với hình người đầu ngựa. Tiếng hí của Hayagriva có khả năng xuyên thủng màn không (vô minh), đem lại ánh sáng của tự do. Tín ngưỡng này xuất phát một phần do lối sống du mục của người Tây Tạng, nên ngựa là một thứ quan trọng ko thể thiếu trong sinh hoạt thường nhật của họ. Một số tài liệu ghi lại rằng, thần chú của ngài Hayagriva gồm những câu thơ như sau:
Nguyện cầu ngài bảo vệ đàn ngựa
Tăng thêm số lượng ngựa cái
Từ những con ngựa này sẽ sinh thêm,
nhiều chú ngựa con siêu phàm
Xin ngài hãy dẹp hết những chướng ngại trên đường
và hướng cho chúng con đi đúng hướng